# Аржентинска хеморагична треска
Аржентинска хеморагична треска (на латински: Febris haemorrhagica argentinea) е арбовирусна инфекция пренасяна от кърлежи. Причинява се от вирус наречен Junin virus. Тя е остро заразно заболяване, което се характеризира с висока температура, хеморагична диатеза, хепатоспленомегалия, тежко протичане и висок леталитет. Разпространена е само в Аржентина. Естествен резервоар в природата са местни видове гризачи. Предава се по трансмисивен път с преносител кърлеж.

## Исторически сведения за заболяването
Аржентинската хеморагична треска е позната за медицината от 1940 г. В началния период на опознаване на заболяването, ценни за лекарите са научните разработки на R. Arribalzzaga (1955) и J. Duva (1955). През 1958 г. D.Greenway et all. успяват да изолират вируса от огнище на заболяването в района на град Хунин. На града е наречен и вируса. Впоследствие са изучени патогенетичните, терапевтичните и епидемиологичните аспекти на инфекцията. Първоначално вирусът е изолиран от болни хора, а по-късно от кърлежи и гризачи.

## Разпространение
Аржентинската хеморагична треска е разпространена само в Аржентина, основно в провинциите Буенос Айрес, Кордоба, Санта Фе и Ла Пампа с потенциални жертви около 5 милиона души. Годишно заболяват от 300 до 800 души.

## Етиология
Заболяването се причинява от РНК вирус, представител на семейство Arenaviridae, род Arenavirus. Вирусът е сходен Machupo virus, причиняващ заболяването боливийска хеморагична треска. Не е устойчив във външна среда.

## Епидемиология
Източници на зараза са гризачи от видовете Mus musculus, Akodon azarae, хомякоподобните Colomys laucha и Colomis masculinum. Вирусът е изолиран и от паразитиращите върху гризачите кърлежи от вида Echinolaelaps echidus. Болният човек може да бъде източник на зараза. Основният механизъм на предаване е трансмисивен – при ухапване от заразен с вируса кърлеж. Възможно е и алеминтарно заразяване или проникване на вируса през наранена лигавица. Възможно е и попадане на вируса през устата със замърсени ръце. Възприемчивостта на човека е висока, а след преболедуване се изгражда специфичен имунитет.
Заболяването се характеризира с природна огнищност. Човек се заразява при навлизане в пределите на природното огнище. Треската се проявява със спорадични случаи, но често се наблюдават и епидемични взривове. Случаите на заболели се проявяват сезонно – декември и януари в периода на прибиране на реколтата. Боледуват предимно селскостопански работници.

## Патогенеза
Вирусът прониква в организма по трансмисивен, въздушно-прахов и алиментарен път. При ухапване от кърлеж причинителят постъпва директно в кръвта. Първата репликация се извършва в ендотела на кръвоносните пътища. При алиментарно и въздушно заразяване причинителят се реплицира съответно в епитела на чревната лигавица или респираторния тракт. Хеморагичната диатеза се дължи на специфичния вазотропизъм на вируса, с тромбоцитопения, понижена продукция на глюкокортикостероиди в надбъбреците и понижената продукция на хемостазни фактори от черния дроб. Острата бъбречна недостатъчност се дължи на срив в хипоталамо-хипофизарно-надбъбречната система.

## Клинични признаци
Инкубационният период е в рамките на 1 до 2 седмици. Първоначално започва с продромни признаци като субфебрилна температура, главоболие, мускулни болки, нарушен сън. Постепенно температурата се повишава. Открива се инекция на склерите и конюнктивите, зачервено и отекло лице. Появяват се болки в гърлото, кашлица, бодежи зад гръдната кост. Появява се едропапулозен обрив и генерализиран лимфонодулит. Към 4 – 5 ден се появява хеморагичен обрив с точковидни или по-големи кръвоизливи по кожата, във вътрешните органи и червата. Появяват се болки в корема, повръщане и диария. При тежките случаи се проявяват и признаци на миокардит. При засягане на ЦНС се появява тремор, промени в съзнанието.

## Диагноза
Диагнозата се основава на данните от епидемиологичното проучване, пребиваване в ендемичен район, ухапване от кърлежи, контакт с гризачи, клиничните признаци, данни от лабораторните изследвания и диференциалната диагноза.

### Лабораторна диагноза
Изследва се кръв. Извършват се серологични и вирусологични изследвания. От вирусологичните се използва култивиране на кръв в клетъчни култури или заразяване на бели мишки. Серологичното изследване се извършва, чрез имунофлуоресценция или ELISA.

### Диференциална диагноза
Нужно е да се вземат предвид други заболявания протичащи с токсикоинфекциозен синдром, хеморагична диатеза, остра чернодробна-бъбречна недостатъчност.

## Лечение
Провежда се патогенетично и симптоматично лечение.

## Профилактика
Профилактиката на заболяването е насочена в три направления:
- Унищожаване на гризачите в природните им огнища и създаване на неблагоприятни условия за тяхното съществуване.
- Провеждане на индивидуална профилактика за предпазване на хората от ухапване от кърлежи.
- Специфична профилактика. Разработена е атенюирана ваксина от щам XJ.